# Чинар (Азербайджан)
Чинар (азерб. Çinar) — село в Джалилабадском районе Азербайджана.

## География
Расположено на Куро-Араксинской низменности, близ предгорий (на стыке Талышских гор и Ленкоранской низменности), к юго-западу от Джалилабада.

## История
«Кавказский календарь», на 1915 год, сообщает о селении Чинарлу Ленкоранского уезда. Население числом 70 человек — азербайджанцы (по терминологии того времени «татары»).